# Gynoplistia myersae
Gynoplistia myersae là một loài ruồi trong họ Limoniidae. Chúng phân bố ở miền Australasia.